# Sękowa
Sękowa is een dorp in het Poolse woiwodschap Klein-Polen, in het district Gorlicki. De plaats maakt deel uit van de gemeente Sękowa en telt 4.889 inwoners.
De Kerk van Sint-Filippus en Sint-Jacobus maakt deel uit van de werelderfgoedinschrijving Houten kerken van zuidelijk Małopolska.